# Rowlandius lantiguai
Espèce
Synonymes
- Schizomus lantiguai Armas & Antun, 1990

Rowlandius lantiguai est une espèce de schizomides de la famille des Hubbardiidae.

## Distribution
Cette espèce est endémique de la province de San Pedro de Macorís en République dominicaine,. Elle se rencontre vers San Pedro de Macorís.

## Description
Les mâles mesurent de 2,70 à 3,20 mm et la femelle 3,40 mm.

## Étymologie
Cette espèce est nommée en l'honneur de Domingo Lantigua.

## Publication originale
- Armas & Abud Antún, 1990 : El orden Schizomida (Arachnida) en República Dominicana. Poeyana, no 393, p. 1-23.